# Арчибальд Арчибальдович
Арчибальд Арчибальдович  — второстепенный персонаж романа «Мастер и Маргарита» Михаила Булгакова. Директор ресторана в «Доме Грибоедова» в здании МАССОЛИТа. Прототипом считается реальное лицо — Яков Розенталь, с 1925 года директор писательского ресторана «Дома Герцена» (в романе спародирован как Дом Грибоедова), с 1930 года директор ресторана Клуба театральных работников в Старопименовском переулке.

## Описание персонажа
Михаил Булгаков описывал директора ресторана как красавца во фраке, с летним пальто:
«…Вышел на веранду черноглазый красавец с кинжальной бородой, во фраке и царственным взором окинул свои владения…»
«…черные волосы, теперь причесанные на пробор <…> пластрон и фрак…»
«…возникла белая фрачная грудь и клинообразная борода флибустьера…»
«…проверил, на месте ли его летнее пальто на шелковой подкладке и шляпа…»
Внешность Булгаков дал ему пиратскую:
«…холодно спрашивал пират…»
«…Ну что с тобой сделать за это? — спросил флибустьер…»
«…шел разговор между командиром брига и швейцаром…».
Характер описывается как властный, лидерский («…Проговорив это, командир скомандовал точно, ясно, быстро», «…негромкий, но властный голос прозвучал над головой гражданки…»), пользуется непререкаемым авторитетом («…Авторитет Арчибальда Арчибальдовича был вещью, серьёзно ощутимой в ресторане, которым он заведовал…»).
Умный, наблюдательный, с выдающейся интуицией («…Ах, умен был Арчибальд Арчибальдович! А уж наблюдателен…», «…Арчибальд Арчибальдович сразу догадался, кто его посетители…», «…феноменальное чутье Арчибальда Арчибальдовича подсказывали шефу Грибоедовского ресторана, что обед его двух посетителей будет хотя и обилен и роскошен, но крайне непродолжителен. И чутье, никогда не обманывающее бывшего флибустьера, не подвело его и на сей раз…»).
Внешне приветливый («…был встречен Арчибальдом Арчибальдовичем очень приветливо…», «…Он приветливо глядел на двух сомнительных оборванцев и, даже более того, делал им пригласительные жесты…»).

## Образ Арчибальда Арчибальдовича в кинематографе
| Название           | Страна | Год  | Режиссёр        | В роли Арчибальда Арчибальдовича | Примечания |
| ------------------ | ------ | ---- | --------------- | -------------------------------- | ---------- |
| Мастер и Маргарита | Польша | 1988 | Мацей Войтышко  | Владимир Беднарский              |            |
| Мастер и Маргарита | Россия | 1994 | Юрий Кара       | Спартак Мишулин                  |            |
| Мастер и Маргарита | Россия | 2005 | Владимир Бортко | Николай Буров                    | телесериал |
| Мастер и Маргарита | Россия | 2024 | Михаил Локшин   | Аркадий Коваль                   |            |